# Muiderhoek
De Muiderhoek is het meest westelijke punt van Zuidelijk Flevoland en daarmee van de Nederlandse provincie Flevoland. De naam van de dijk rondom de polder verandert hier van IJmeerdijk in Oostvaardersdijk. In 2002 zijn hier tien windturbines gebouwd. De Muiderhoek ligt op het grondgebied van de gemeente Almere.